# New and Emerging Respiratory Virus Threats Advisory Group
Die New and Emerging Respiratory Virus Threats Advisory Group (NERVTAG, deutsch Beratungsgruppe für neue und aufkommende Bedrohungen durch Atemwegsviren) ist ein Beratungsgremium, das seit 2014 den Chief Medical Advisor / Chief Medical Officer, den höchsten Regierungsberater in Gesundheitsfragen im Vereinigten Königreich berät, der seinerseits das britische Ministerium für Gesundheit und Soziales (englisch Department of Health and Social Care, DHSC) und die zuständigen Minister in Bezug auf Bedrohungen über virale Atemwegsinfektionen berät, insbesondere aktuell hinsichtlich  der COVID-19-Pandemie. Die Gruppe besteht aus 17 Wissenschaftlern.

## Stellungnahmen
- NERVTAG meeting on SARS-CoV-2 variant under investigation VUI-202012/01, 18. Dezember 2020. Abgerufen am 26. Dezember 2020.